# Barcza (Czułów)
Barcza – część wsi Czułów w Polsce, położona w województwie małopolskim, w powiecie krakowskim, w gminie Liszki
W latach 1975–1998 Barcza administracyjnie należała do województwa krakowskiego.
Barcza zlokalizowana jest w centrum wsi.